# 鯷形盜鮭鯉
鯷形盜鮭鯉，為輻鰭魚綱脂鯉目脂鯉科的其中一個種。分布於南美洲亞馬遜河及其支流流域，體長可達14.8公分，棲息在底中層水域，生活習性不明。